# コードネーム: ウイスキー&キャバリエ -ふたりは最強スパイ-
『コードネーム: ウイスキー&キャバリエ -ふたりは最強スパイ-』（原題: Whiskey Cavalier）は、アメリカ合衆国のABCで2019年2月24日から放送されていたテレビドラマ。2019年5月12日、ABCは次シーズンの更新を行わず、シーズン1で打ち切ることを発表した。

## 登場人物

### レギュラー
ウィル・チェイス
演 - スコット・フォーリー (Scott Foley) / 日本語吹替 - 置鮎龍太郎
FBI特別捜査官。コードネームはウイスキー・キャバリエ。元アメリカ海兵隊でイラク戦争に従軍した。
フランチェスカ・トローブリッジ
演 - ローレン・コーハン (Lauren Cohan) / 日本語吹替 - 緒乃冬華
CIA諜報員。コードネームはファイアリー・トリビューン。
スーザン・サンプソン
演 - アナ・オーティス (Ana Ortiz) / 日本語吹替 - ちふゆ
FBIプロファイラー
エドガー・スタンディッシュ
演 - タイラー・ジェームズ・ウィリアムズ (Tyler James Williams) / 日本語吹替 - 下妻由幸
NSA分析官。
ジェイ・ダッタ
演 - ヴィール・ダース (Vir Das) / 日本語吹替 - 堀総士郎
CIA諜報員。
レイ・プリンス
演 - ジョシュ・ホプキンス (Josh Hopkins) / 日本語吹替 - 上田燿司
FBI特別捜査官。

## エピソード一覧

### シーズン一覧
| シーズン | シーズン | エピソード | 米国での放送日                | 米国での放送日                |
| シーズン | シーズン | エピソード | 初回                          | 最終回                        |
| -------- | -------- | ---------- | ----------------------------- | ----------------------------- |
|          | 1        | 13         | 2019年2月24日                 | 2018年5月22日                 |
| トータル | トータル | 13         | 2019年2月24日 – 2019年5月22日 | 2019年2月24日 – 2019年5月22日 |

### シーズン1 （2019年）
| 通算 | 話数 | タイトル                     | 原題                            | 監督                                 | 米国放送日    | 視聴者数 (万人) |
| ---- | ---- | ---------------------------- | ------------------------------- | ------------------------------------ | ------------- | --------------- |
| 1    | 1    | チーム結成                   | Pilot                           | ピーター・アテンシオ                 | 2019年2月24日 | 470             |
| 2    | 2    | ハニートラップの行方         | The Czech List                  | ピーター・アテンシオ                 | 2019年3月6日  | 531             |
| 3    | 3    | ローマの災難                 | When in Rome                    | ピーター・アテンシオ                 | 2019年3月13日 | 375             |
| 4    | 4    | Mrs. & Mr.トロウブリッジ     | Mrs. & Mr. Trowbridge           | ロメオ・タイロン                     | 2019年3月20日 | 367             |
| 5    | 5    | イングリッシュ・ジョブ       | The English Job                 | アマンダ・マーセイルズ               | 2019年3月27日 | 296             |
| 6    | 6    | 5人のスパイ&ベビー           | Five Spies and a Baby           | マイケル・スピラー                   | 2019年4月3日  | 312             |
| 7    | 7    | トラブルはスペインで         | Spain, Trains and Automobiles   | マシュー・A・チェリー                | 2019年4月10日 | 312             |
| 8    | 8    | 黒幕の告白                   | Confessions of a Dangerous Mind | ジョン・イースト                     | 2019年4月17日 | 285             |
| 9    | 9    | 心臓のゆくえ                 | Hearts & Minds                  | ジョン・イースト                     | 2019年4月24日 | 254             |
| 10   | 10   | グッド・ウィル・ハンティング | Good Will Hunting               | ロメオ・タイロン                     | 2019年5月1日  | 272             |
| 11   | 11   | スパイは大学生               | College Confidential            | ロブ・ベイリー                       | 2019年5月8日  | 243             |
| 12   | 12   | セカンド・チャンス           | Two of a Kind                   | デイジー・フォン・シェラー・メイヤー | 2019年5月15日 | 254             |
| 13   | 13   | チェックメイト               | Czech Mate                      | ピーター・アテンシオ                 | 2019年5月22日 | 364             |